# Vernonia baadii
Vernonia baadii là một loài thực vật có hoa trong họ Cúc. Loài này được (McVaugh) S.B.Jones miêu tả khoa học đầu tiên năm 1973.